# Acanthodactylus robustus
Acanthodactylus robustus е вид влечуго от семейство Гущерови (Lacertidae). Видът е незастрашен от изчезване.

## Разпространение
Разпространен е в Йордания, Ирак, Саудитска Арабия и Сирия.